# Osi Umenyiora
Ositadimma Umenyiora, detto Osi (Londra, 16 novembre 1981), è un ex giocatore di football americano statunitense che ha militato nel ruolo di defensive end per la maggior parte della carriera con i New York Giants ella National Football League.
Umenyiora è uno dei tre giocatori nati in Gran Bretagna ad aver vinto un Super Bowl, insieme a Scott McCready e al compagno nei Giants Lawrence Tynes. È stato selezionato due volte per il Pro Bowl e detiene il record di franchigia dei Giants per il maggior numero di sack in una partita, 6, messi a segno contro i Philadelphia Eagles nel 2007.

## Carriera professionistica

### New York Giants

#### Stagione 2003
Umenyiora fu scelto nel corso del secondo giro (56º assoluto) del draft 2003 dai New York Giants dalla Troy State University, ora Troy University. Osi decise di indossare il numero 72. Nella sua stagione da rookie nel 2003, egli giocò in totale 13 partite di cui una sola da titolare. Mise a segno 20 tackle totali ed un sack.

#### Stagione 2005
Umenyiora si impose come uno dei migliori pass rusher della lega nel 2005, il suo primo anno da titolare. Le sue notevoli prestazioni lo fecero inserire nella formazione ideale della stagione della NFL e venne convocato per il suo primo Pro Bowl. Umenyiora terminò con 14,5 sack e 70 tackle, secondo solo ai 16 sack ottenuti da Derrick Burgess degli Oakland Raiders.
Il 23 dicembre 2005, i Giants firmarono con Umenyiora un'estensione contrattuale di 6 anni del valore di 41 milioni di dollari di cui 15 garantiti.

#### Stagione 2006
Nel 2006, Umenyiora partì come titolare in 11 partite della stagione regolare (saltò cinque partite a causa di uno strappo ai muscoli flessori dell'anca). In totale mise a segno 31 tackle e 6 sack. Partì come defensive end titolare nella partita di playoff del turno delle wild card in cui i Giants furono eliminati.

#### Stagione 2007
Nella quarta partita della stagione 2007, Umenyiora stabilì il nuovo record di franchigia dei Giants facendo registrare ben 6 sack nella gara contro i Philadelphia Eagles. A quel punto della stagione, i Giants in totale avevano compiuto 12 sack, pareggiando il record NFL. Egli segnò il suo secondo touchdown in carriera il 21 ottobre contro i San Francisco 49ers quando mise a segno un sack su Trent Dilfer, forzò un fumble, lo recuperò e corse per 75 yard fino alla end zone.
A fine stagione, Umenyiora con i suoi 13 sack contribuì al record NFL dei Giants di 53 sack totali. I Giants trionfarono a sorpresa nel Super Bowl XLII sui favoritissimi New England Patriots, grazie in parte anche alle loro notevoli prestazioni nella pass rush. Umenyiora mise a segno 4 tackle in quella partita, tre dei quali solitari. Umenyiora fu convocato per il suo secondo Pro Bowl.

#### Stagione 2008
Durante una gara di pre-stagione contro i New York Jets, Umenyiora si infortunò alla cartilagine del ginocchio sinistro e la conseguente operazione chirurgica lo tenne fuori per tutta la stagione. La diagnosi del Dr. Russell Warren fu che Umenyiora si era lacerato un muscolo laterale del menisco.
Il 13 ottobre 2008, Umenyiora si unì alla squadra di commento del Monday Night Football su ESPN.

#### Stagione 2010
Il 5 novembre 2010, Osi Umenyiora fu nominato miglior difensore del mese della NFC dopo aver messo a segno 18 tackle (10 solitari), 7,0 sack e forzato 6 fumble nelle quattro vittorie dei Giants del mese di ottobre. Umenyiora e il compagno di squadra Justin Tuck durante quell'annata fecero registrare 11,5 sack e 16 fumble forzati totali.

#### Stagione 2011

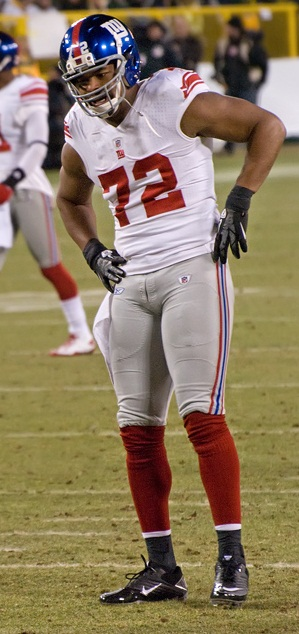
Osi Umenyiora, 2011.

Il 29 luglio 2011, Umenyiora non si presentò al primo giorno del training camp dei Giants. I Giants perciò lo misero nella lista delle riserve. Egli giunse al campo alla fine del giorno seguente. Umenyiora dichiarò che il general manager Jerry Reese gli aveva promesso di rinegoziare il contratto dopo la stagione 2010 ma che ciò non era avvenuto.
Umenyiora iniziò ad allenarsi coi compagni il 15 agosto ma dopo tre allenamenti dovette operarsi in artroscopia al ginicchio destro. La squadra previde che non sarebbe stato pronto per il debutto stagionale coi Washington Redskins l'11 settembre. Infatti, egli fece il suo debutto stagionale solo il 2 ottobre, in una gara contro gli Arizona Cardinals a Phoenix.
I Giants si qualificarono per i playoff grazie alla decisiva vittoria sui Dallas Cowboys nell'ultima gara di stagione regolare. Nella post-season essi superarono nell'ordine Atlanta Falcons, Green Bay Packers e San Francisco 49ers, qualificandosi per il Super Bowl, nuovamente contro i New England Patriots. Il 5 febbraio 2012, Osi vinse il secondo titolo della carriera, dopo la vittoria dei Giants 21-17.

#### Stagione 2012
Dopo essersi a più riprese lamentato del proprio contratto in scadenza nell'anno successivo ed aver assunto un nuovo agente, il 1º giugno 2012, Osi ristrutturò il proprio accordo. I dettagli dell'affare e l'eventuale aggiunta di anni al contratto non furono rivelati ma il giocatore si dichiarò felice di "tornare al lavoro".
Nel Thursday Night Football della settimana 3 vinto contro i Carolina Panthers, Osi mise a segno il primo sack della stagione ai danni di Cam Newton. Nella settimana 4 i Giants persero l'ottova partita negli ultimi nove incontri disputati contro gli Eagles sbagliando il potenziale field goal della vittoria a 15 secondi dalla fine. Umenyiora mise a referto il secondo sack stagionale su Michael Vick

### Atlanta Falcons
Il 27 marzo 2013, Umenyiora firmò un contratto biennale del valore di 8,5 milioni di dollari con gli Atlanta Falcons. Nella vittoria della settimana 2 sui St. Louis Rams, Osi fece registrare il primo intercetto in carriera, ritornandolo per 68 yard in touchdown.
Nel penultimo turno della stagione 2014, in una vittoria sui Saints, Umenyiora nel finale di gara recuperò un fumble di Drew Brees, ritornandolo per 86 yard in touchdown. La sua annata si chiuse al secondo posto nella squadra con 2,5 sack senza mai giocare come titolare. Il 26 agosto 2015 annunciò il proprio ritiro.

## Palmarès

### Franchigia
- Super Bowl : 2

New York Giants: XLII, XLVI
- National Football Conference Championship: 2

New York Giants: 2007, 2011

### Individuale
- Convocazioni al Pro Bowl: 2

2005, 2007
- All-Pro: 2

2005, 2010
- Leader della NFL in fumble forzati: 1

2010

## Statistiche
Stagione regolare
|        |                 | Tackle | Tackle | Tackle | Tackle | Tackle | Tackle | Fumble | Fumble |
| Anno   | Squadra         | P      | PT     | Tot    | Sol    | Sack   | Saf    | FF     | FR     |
| ------ | --------------- | ------ | ------ | ------ | ------ | ------ | ------ | ------ | ------ |
| 2003   | New York Giants | 13     | 1      | 20     | 13     | 1.0    | 0      | 1      | 0      |
| 2004   | New York Giants | 16     | 7      | 58     | 40     | 7.0    | 0      | 3      | 4      |
| 2005   | New York Giants | 16     | 16     | 70     | 48     | 14.5   | 0      | 4      | 2      |
| 2006   | New York Giants | 11     | 11     | 31     | 24     | 6.0    | 0      | 1      | 0      |
| 2007   | New York Giants | 16     | 16     | 52     | 40     | 13.0   | 0      | 5      | 2      |
| 2009   | New York Giants | 16     | 11     | 29     | 19     | 7.0    | 0      | 4      | 4      |
| 2010   | New York Giants | 16     | 16     | 48     | 33     | 11.5   | 0      | 10     | 1      |
| 2011   | New York Giants | 9      | 7      | 25     | 16     | 9      | 0      | 2      | 0      |
| 2012   | New York Giants | 16     | 7      | 43     | 28     | 6      | 0      | 2      | 0      |
| Totale |                 | 129    | 92     | 376    | 261    | 75     | 0      | 32     | 13     |